# بازآرایی وستفالن–لتره
بازآرایی وستفالن-لتره(به انگلیسی: Westphalen–Lettré rearrangement) یک واکنش آلی کلاسیک در شیمی آلی است، که عبارت است از واکنش بازآرایی کلستان-۳بتا,۵آلفا,۶بتا-تری‌ال دی‌استات با استیک انیدرید و سولفوریک اسید. در این واکنش یک اکی‌والان آب از بین می رود، یک پیوند دوگانه بین کربن ۱۰ و ۱۱ تشکیل می شود و مهمتر از همه گروه متیل از موقعیت کربن ۱۰ به موقعیت کربن ۵ مهاجرت می کند.